# Марш Афинской политехники (1980)
Марш Афинского политехнического университета 17 ноября 1980 года — демонстрация, посвящённая 7-й годовщине студенческого восстания 1973 года в Афинском политехническом университете. В ходе марша произошли серьёзные столкновения между протестующими и специальными полицейскими «Отрядами восстановления порядка» (МАТ), убившими двух демонстрантов и ранившими ещё 150. Подобные марши ежегодно проводятся левыми силами страны и часто становятся крупными протестными событиями.

## События
Начиная с первой годовщины в 1974 году, ежегодно 17 ноября в Афинах и других крупных греческих городах проходят демонстрации в память о погибших во время восстания в Афинской политехнике против хунты «чёрных полковников». Афинский марш начинается у входа в Политехнический институт на улице Патисион и заканчивается на стрельбище Кесариани, но чаще всего у посольства США. В 1980 году, когда Греция собиралась вновь присоединиться к НАТО, а также шли переговоры об американских военных базах в Греции, правительство Георгиоса Раллиса и полиция запретили протестующим проложить, как обычно, свой маршрут перед посольством США (чьи власти поддерживали военную диктатуру).
Парламентские левые партии — КПГ и ПАСОК, — согласились с этим ограничением, и следуя обычным маршрутом через площадь площадь Синтагма, к 19:30 демонстрация была объявлена завершённой на площади Синтагма. Однако некоторые группы, в основном леворадикальные организации, отказались принять условия властей. Около 21:00 порядка 2000-3000 демонстрантов двинулись в сторону проспекта Василисис-Софиас, чтобы добраться до американского посольства. За первой линией обычной полиции находилось несколько подразделений греческого ОМОНа, атаковавших протестующих. В ходе последовавших за этим столкновений полиция впервые со времён диктатуры применила против протестующих огнестрельное оружие, а также транспортные средства с установленными водометами.
В ходе этих столкновений двое протестующих были убиты:
- Стаматина Канеллопулу, 20-летняя работница, была жестоко избита и скончалась в больнице Иппократио, где ей не успели оказать первую помощь. В заключении судебно-медицинского эксперта зафиксировано 18 ударов по голове, множественные переломы и тяжёлая черепно-мозговая травма.
- Яковос Кумис, 26-летний кипрский студент, не принимавший участие в марше, был избит на площади Синтагма, когда сидел в соседней кофейне.

Ещё около 150 протестующих получили ранения.

## Реакция политиков
Большинство политиков не осудили жестокость полиции. Правительство излило свой гнев на «организованные анархистские и экстремистские элементы, которые запятнали великую годовщину народа и бросили вызов демократическим и мирным чувствам греческого народа», а премьер-министр Георгиос Раллис защищал действия полицейских заявлением, что «даже Архангел Михаил держит меч для защиты от демонов — не цветы». Андреас Папандреу и Харилаос Флоракис (лидеры ПАСОК и КПГ соответственно) лишь прокомментировали, как, по их мнению, должна была действовать полиция, чтобы избежать эскалации насилия. На фоне их Иоаннис Зигдис из Союза демократического центра винил в трагических событиях правительство, сохранившее милитаризированную полицию МАТ, которую он считал ещё худшими, чем отряды военной диктатуры — сравнимыми с нацистскими СС.

## Память
Протестуя против жестокости полиции, левые в Греции часто скандируют лозунг «Кумис, Канеллопулу, Михалис Калтезас, Алексис Григоропулос — это и есть греческая полиция» («Κουμής, Κανελλοπούλου, Μιχάλης Καλτεζάς, Αλέξης Γρηγορόπουλος, αυτή είναι η ΕΛ.ΑΣ», с именами Кумиса и Канеллопулу, а также ещё двоих убитых полицейскими активистов — Михалиса Калтезаса (убит в 1970) и Алексиса Григоропулоса (в 2008), к которым иногда добавляют и других жертв полиции, например, Никоса Сампаниса (убит в 2021 году).